# La Saulsotte
La Saulsotte est une commune française, située dans le département de l'Aube en région Grand Est.

## Géographie

### Situation
Le village est situé à 7 km au nord de Nogent-sur-Seine en bordure du département de Seine-et-Marne.

### Communes limitrophes
Les communes limitrophes sont  Barbuise, Beauchery-Saint-Martin, Chalautre-la-Grande, Louan-Villegruis-Fontaine, Marnay-sur-Seine, Montpothier, Nogent-sur-Seine et Saint-Nicolas-la-Chapelle.
| Beauchery (Seine-et-Marne)           | Louan-Villegruis-Fontaine (Seine-et-Marne) | Montpothier      |
| Chalautre-la-Grande (Seine-et-Marne) | La Saulsotte                               | Barbuise         |
| Saint-Nicolas-la-Chapelle            | Nogent-sur-Seine                           | Marnay-sur-Seine |

### Lieux-dits et écarts
- Aroen, un moulin,
- Bourgogne,
- Buisson de Ferrières,
- la Calande, ancien hameau,
- Charmoy, bois cité en 1390 comme appartenant au chevalier Pierre Payen,
- les Closiaux,
- Corgive, chapelle Notre-Dame sur la carte de Cassini, n'est plus cité sur le pouillé de 1761,
- Hameau de Courtioux, Curtis Agoldi vers 980, fief comprenant un bois, un château[1] et qui avait une chapelle Saint-Blanchard ou Saint-Alban jusqu'au XVIIIe siècle,
- La Dobuine,
- Fouchères,
- Frécul, cité en 1387 comme granche de Froit cul[2],
- la Justice,
- La Madeleine,
- Liours, cité vers 980 dans une charte où la comtesse Liutgarde de Vermandois donnait une terre à l'abbaye Saint-Martin de Tours. Vers 1210, Gérard Mouton de Venizy avait une terre à Liours. En 1778, Liours avait le même seigneur que Saulsotte.
- Masure,
- les Mez,
- Minières,
- Montarge,
- Nouet,
- Oiselet,
- Resson, cité dans un cartulaire de Charles le Chauve pour le moulin qui appartenait à l'abbaye de Montier et dépendait du prieuré de Saint-Nicolas-de-la-Chapelle. Il y avait aussi une chapelle Sainte-Madeleine et une commanderie à partir du XIIe siècle[3]. Une famille portait le nom de Resson au XIIe siècle sans qu'il soit possible d'affirmer qu'il en était seigneurs. Les habitants avaient, en 1634, trente arpents de pâture comme bien commun vers le village de Courtioux. Comme seigneurs on peut citer dame Isabeau en 1249 qui tenait le fief de Jean de Montigny en la chastellenie de Bray-sur-Seine et l'abbé Terray, seigneur aussi de la Motte-Tilly en 1771,
- Saint-Parre, une ferme et une chapelle qui était une la collation de l'abbé de Montier-la-Celle en 1175 cette cure fut transférée à Saint-Nicolas la chapelle devenant isolée ; c'est un fief qui avait Benoit de Pont[4] comme seigneur en 1172, Pierre le Bègue en 1227 relevant de la chastellenie de Chantemerle.
- Salle,
- Vauceray.

### Hydrographie

#### Réseau hydrographique
La commune est dans la région hydrographique « la Seine de sa source au confluent de l'Oise (exclu) » au sein du bassin Seine-Normandie. Elle est drainée par le Resson, le Fossé 01 de Liours, le Reveillon, la noue de Pigny, la rivière Noue des Nageoires, un bras de Marenne de Liours, le Fossé 02 de Liours, le Resson et Marenne de Liours,.
Le Resson, d'une longueur de 24 km, prend sa source dans la commune  et se jette  dans la Seine à Villiers-sur-Seine, après avoir traversé neuf communes.

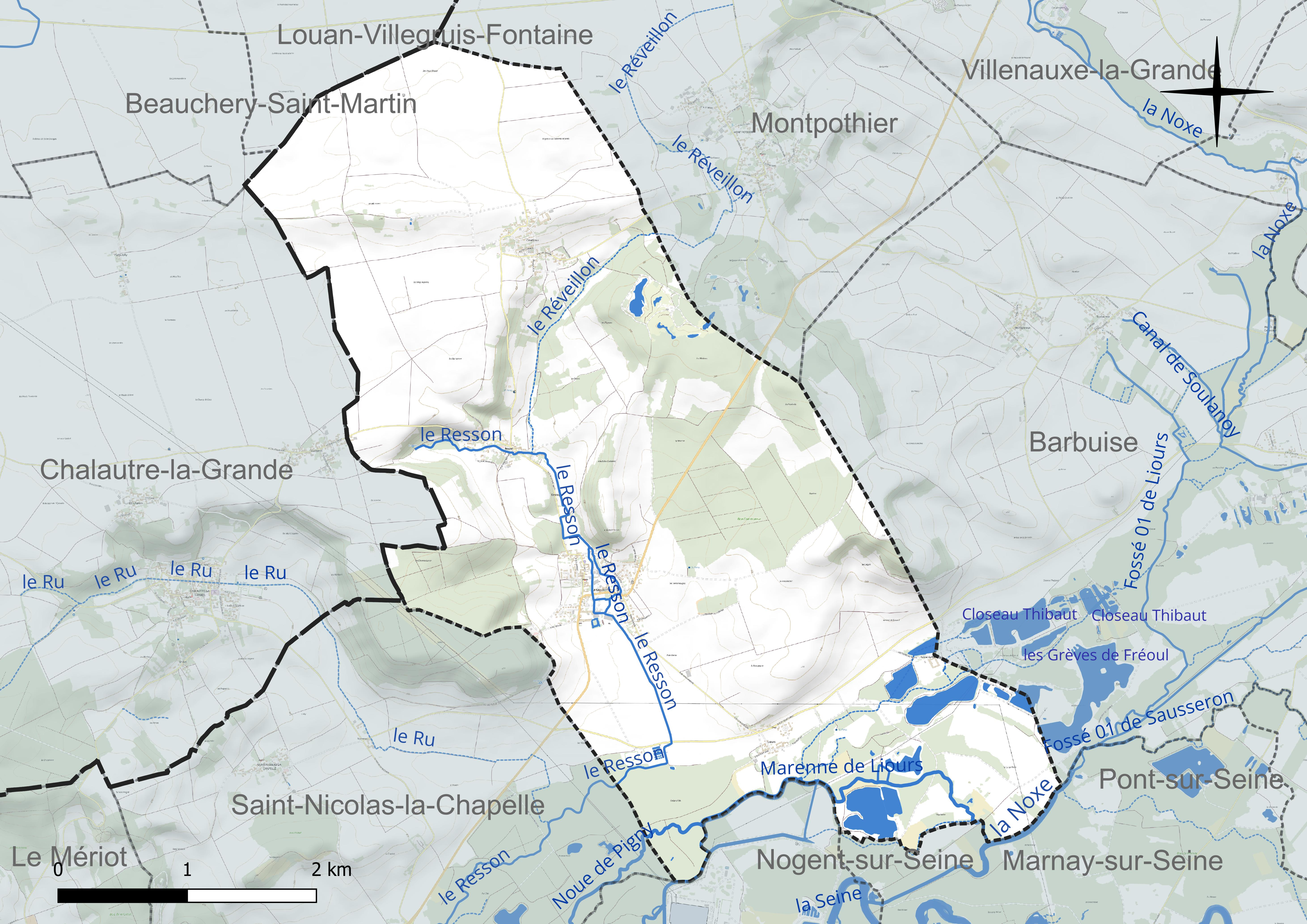
Réseau hydrographique de la Saulsotte.

#### Gestion et qualité des eaux
Le territoire communal est couvert par le schéma d'aménagement et de gestion des eaux (SAGE) « Bassée Voulzie ». Ce document de planification concerne le territoire du bassin versant de l'Armançon qui s’étend sur 1 710 km2 et se répartit sur trois départements (l'Aube, l'Yonne et la Marne). Le périmètre a été arrêté le 2 septembre 2016, le diagnostic a été validé le 29 novembre 2022. La structure porteuse de l'élaboration et de la mise en œuvre est le Syndicat mixte ouvert de l’eau potable, de l’assainissement collectif, de l’assainissement non collectif, des milieux aquatiques et de la démoustication (SDDEA), dont le siège est à Troyes.
La qualité des cours d’eau peut être consultée sur un site dédié géré par les agences de l’eau et l’Agence française pour la biodiversité.

### Climat
Pour des articles plus généraux, voir Climat du Grand Est et Climat de l'Aube.
En 2010, le climat de la commune est de type climat océanique dégradé des plaines du Centre et du Nord, selon une étude du Centre national de la recherche scientifique s'appuyant sur une série de données couvrant la période 1971-2000. En 2020, Météo-France publie une typologie des climats de la France métropolitaine dans laquelle la commune est exposée à un climat océanique altéré et est dans la région climatique Nord-est du bassin Parisien, caractérisée par un ensoleillement médiocre, une pluviométrie moyenne régulièrement répartie au cours de l’année et un hiver froid (3 °C).
Pour la période 1971-2000, la température annuelle moyenne est de 10,8 °C, avec une amplitude thermique annuelle de 15,3 °C. Le cumul annuel moyen de précipitations est de 728 mm, avec 11,6 jours de précipitations en janvier et 7,8 jours en juillet. Pour la période 1991-2020, la température moyenne annuelle observée sur la station météorologique de Météo-France la plus proche, « Bouy-sur-Orvin », sur la commune de Bouy-sur-Orvin à 14 km à vol d'oiseau, est de 11,4 °C et le cumul annuel moyen de précipitations est de 635,9 mm. 
La température maximale relevée sur cette station est de 42,4 °C, atteinte le 25 juillet 2019 ; la température minimale est de −20,5 °C, atteinte le 17 janvier 1985,,.
Les paramètres climatiques de la commune ont été estimés pour le milieu du siècle (2041-2070) selon différents scénarios d'émission de gaz à effet de serre à partir des nouvelles projections climatiques de référence DRIAS-2020. Ils sont consultables sur un site dédié publié par Météo-France en novembre 2022.

## Urbanisme

### Typologie
Au 1er janvier 2024, La Saulsotte est catégorisée commune rurale à habitat dispersé, selon la nouvelle grille communale de densité à 7 niveaux définie par l'Insee en 2022.
Elle est située hors unité urbaine. Par ailleurs la commune fait partie de l'aire d'attraction de Paris, dont elle est une commune de la couronne,.

### Occupation des sols
L'occupation des sols de la commune, telle qu'elle ressort de la base de données européenne d’occupation biophysique des sols Corine Land Cover (CLC), est marquée par l'importance des territoires agricoles (66,3 % en 2018), en diminution par rapport à 1990 (69,4 %). La répartition détaillée en 2018 est la suivante : 
terres arables (60,4 %), forêts (25,5 %), prairies (4,3 %), zones urbanisées (3,4 %), eaux continentales (2,5 %), milieux à végétation arbustive et/ou herbacée (2,4 %), zones agricoles hétérogènes (1,5 %). L'évolution de l’occupation des sols de la commune et de ses infrastructures peut être observée sur les différentes représentations cartographiques du territoire : la carte de Cassini (XVIIIe siècle), la carte d'état-major (1820-1866) et les cartes ou photos aériennes de l'IGN pour la période actuelle (1950 à aujourd'hui).

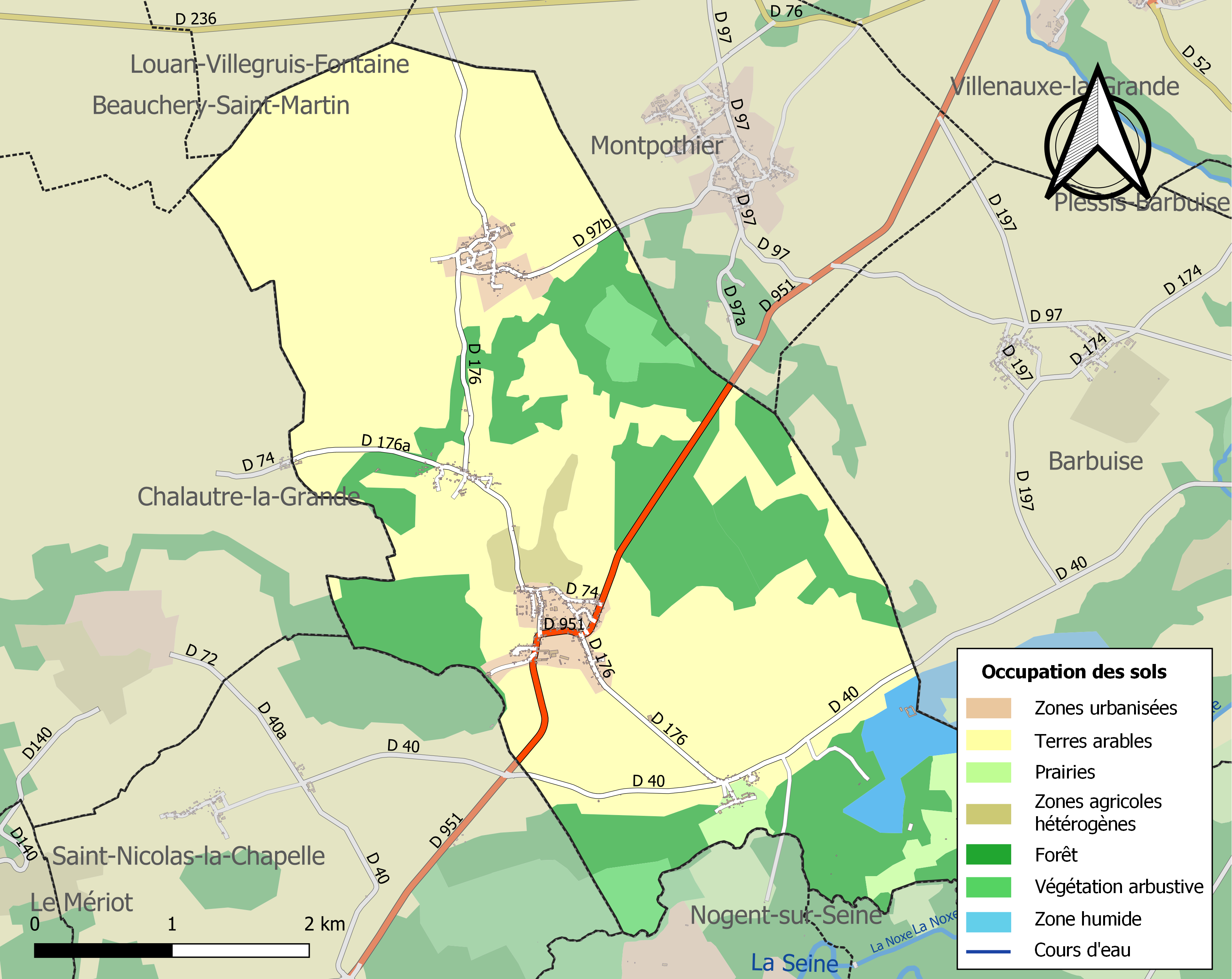
Carte des infrastructures et de l'occupation des sols de la commune en 2018 (CLC).

## Toponymie
Les anciens noms de la commune sont Sauceta, Saucette, Saucete, La Sautrolles en 1793 et Saint-Ferréol en 1801. Le nom est un dérivé de Salcea pour saule.

## Histoire

### Préhistoire

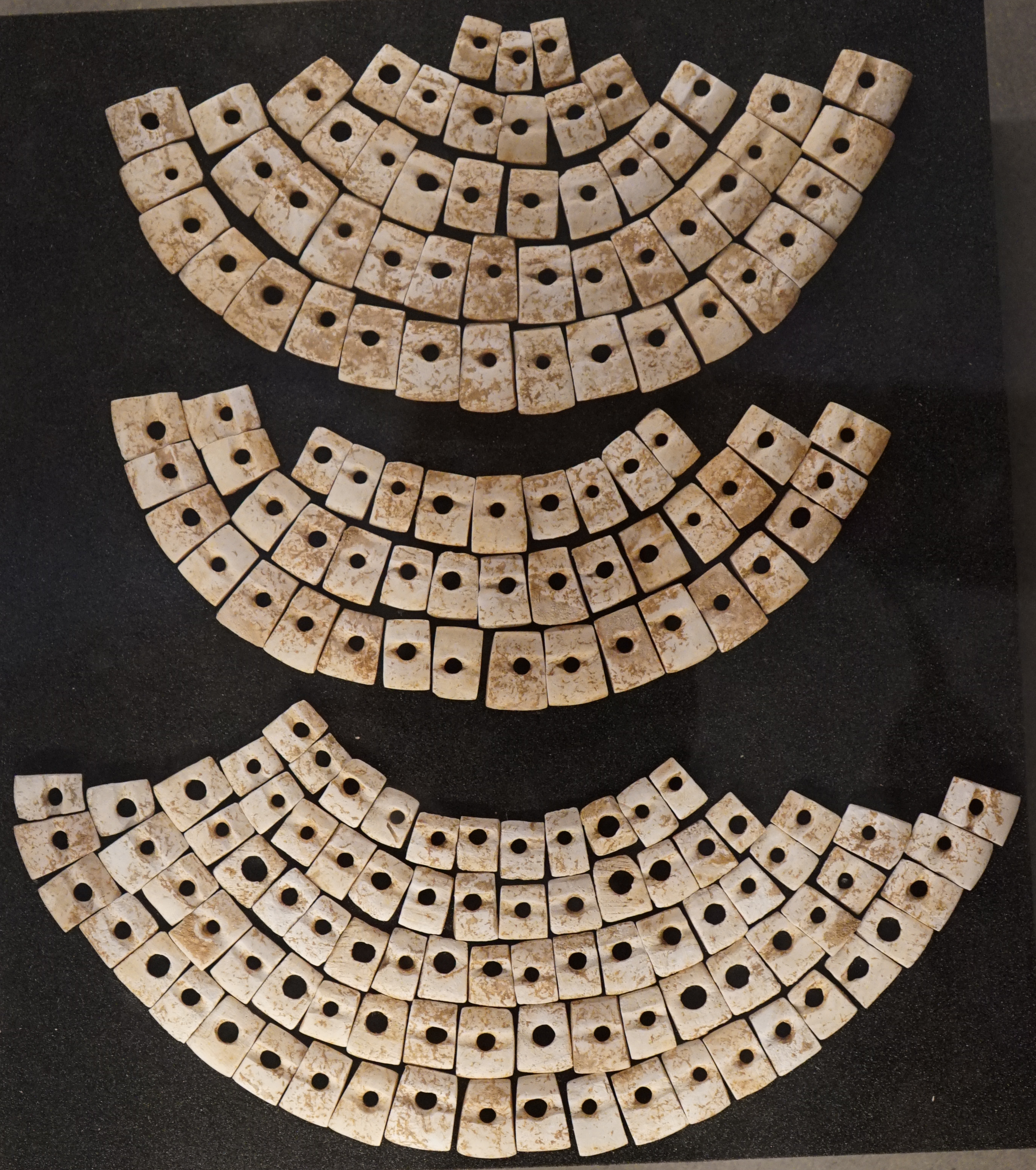
Parures en coquilles de cardium de la culture rubanée.

L'occupation du territoire est attestée dès le Néolithique, comme l'indique l'érection du menhir de la Pierre Aiguë. Il y aurait eu autrefois douze dolmens sur la commune.

### Moyen Âge
Il y subsiste quelques vestiges du Moyen Âge : ceux d'une commanderie rurale des templiers (commanderie de Resson) à l'angle de la route de Fouchères et de la rue Saint-Nicolas, où se seraient rencontrés secrètement, dit-on, Thibaud IV de Champagne et sa tante, Blanche de Castille...
Le fief relevait de Provins et une famille féodale du nom de Saulsotte existait au XIIe siècle. On en voit plusieurs membres comme Artaud de la Saulsotte en 1172, qui rendait hommage au comte de Troyes, en 1229, Anseau de la Saulsotte, ou en 1249 Milet de la Saulsotte qui tenait en arrière fief des terres de Anseau de Foissy. Parmi les derniers seigneurs, il ,y eut Gabriel comte d'Amerval et seigneur de la Cour. À la fin du XVIIIe siècle, Sanctus Ferreolus ad Salices était divisé en six hameaux : Courtioux avec 52 feux, Fouchères avec deux feux, Frécul avec deux feux, Liours avec huit feux, Resson avec 44 feux et La Saulsotte avec 70 feux. En 1789, la commune dépendait de l'intendance et de la généralité de Châlons, de l'élection de Troyes, du présidial de Provins et du bailliage secondaire de Villenauxe.
Comme biens communaux, les seize feux avaient en 1402 usage en les bois de dame Jeanne Payen, chaque feu devant un boissel d'avoine et deux deniers tournois. EN 1609, les biens étaient mesurés comme suit : cent quarante arpents de bois au Buisson de Ferrières, et des terres labourables du seigneur de la Cour et de la Saulsotte.

### XIXesiècle
Dans le hameau de Resson, un petit lavoir restauré témoigne notamment de cette époque. C'est l'un des trois lavoirs (restaurés) de la commune (les autres étant situés dans le village même ou à Courtioux, autre hameau de la commune).

## Politique et administration

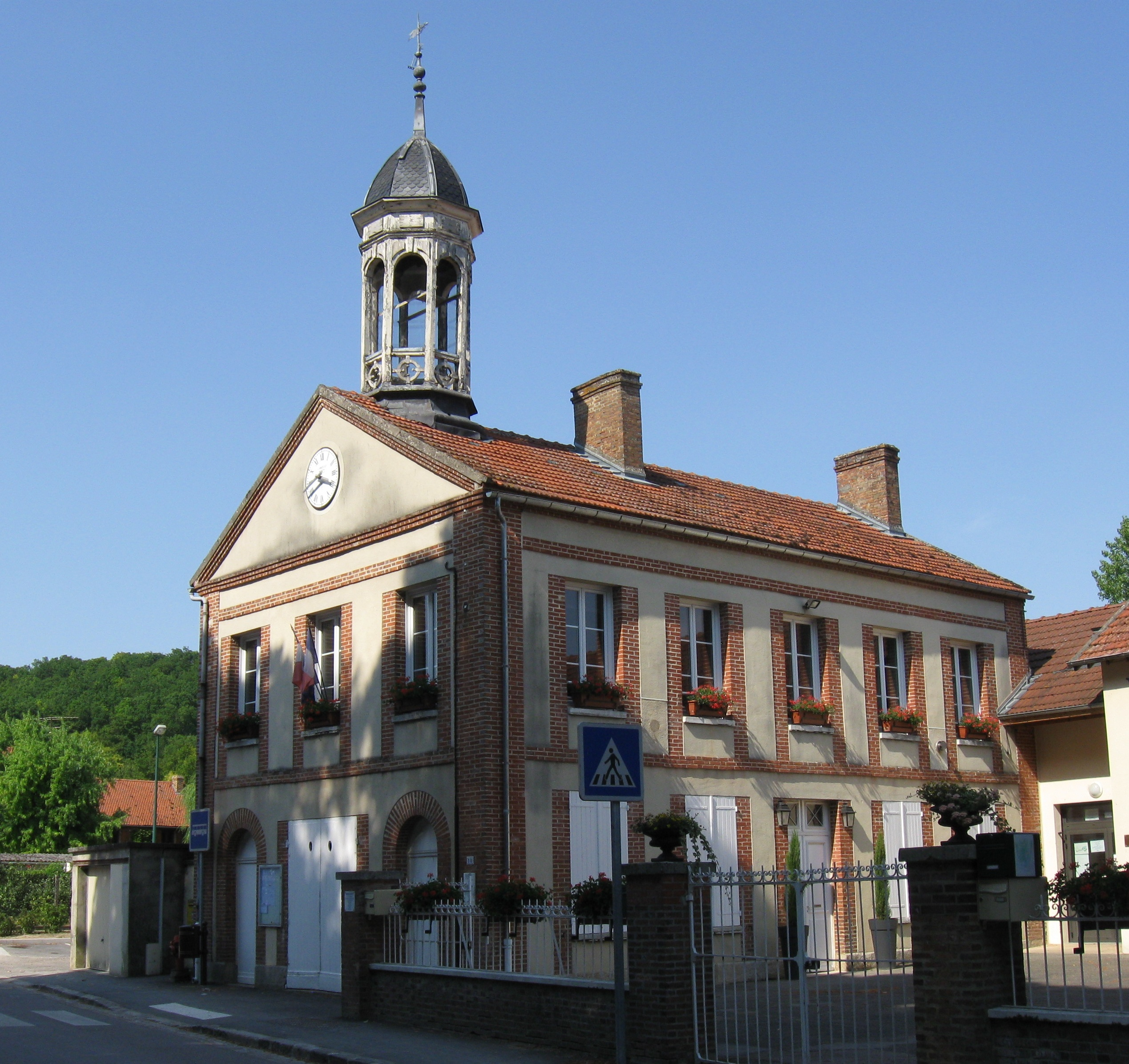
La mairie.

### Liste des maires
| Période                                  | Période   | Identité          | Étiquette | Qualité      |
| ---------------------------------------- | --------- | ----------------- | --------- | ------------ |
| Les données manquantes sont à compléter. |           |                   |           |              |
| 1989                                     | 2008      | Georges Potellet  | SE        |              |
| mars 2008                                | août 2011 | Jean-Luc Chaulier |           | Entrepreneur |
| 2011                                     | En cours  | Gérard Delorme    | DVG       | Retraité     |

## Population et société

### Démographie
L'évolution du nombre d'habitants est connue à travers les recensements de la population effectués dans la commune depuis 1793. Pour les communes de moins de 10 000 habitants, une enquête de recensement portant sur toute la population est réalisée tous les cinq ans, les populations de référence des années intermédiaires étant quant à elles estimées par interpolation ou extrapolation. Pour la commune, le premier recensement exhaustif entrant dans le cadre du nouveau dispositif a été réalisé en 2005.

En 2022, la commune comptait 681 habitants, en évolution de −2,44 % par rapport à 2016 (Aube : +0,7 %, France hors Mayotte : +2,11 %).
| 1793 | 1800 | 1806 | 1821 | 1831 | 1836 | 1841 | 1846 | 1851 |
| ---- | ---- | ---- | ---- | ---- | ---- | ---- | ---- | ---- |
| 732  | 785  | 810  | 770  | 868  | 877  | 903  | 897  | 848  |

| 1856 | 1861 | 1866 | 1872 | 1876 | 1881 | 1886 | 1891 | 1896 |
| ---- | ---- | ---- | ---- | ---- | ---- | ---- | ---- | ---- |
| 837  | 804  | 798  | 793  | 761  | 758  | 708  | 729  | 696  |

| 1901 | 1906 | 1911 | 1921 | 1926 | 1931 | 1936 | 1946 | 1954 |
| ---- | ---- | ---- | ---- | ---- | ---- | ---- | ---- | ---- |
| 650  | 597  | 586  | 473  | 472  | 481  | 403  | 393  | 411  |

| 1962 | 1968 | 1975 | 1982 | 1990 | 1999 | 2005 | 2006 | 2010 |
| ---- | ---- | ---- | ---- | ---- | ---- | ---- | ---- | ---- |
| 355  | 306  | 311  | 334  | 348  | 491  | 572  | 579  | 677  |

| 2015 | 2020 | 2022 | - | - | - | - | - | - |
| ---- | ---- | ---- | - | - | - | - | - | - |
| 696  | 681  | 681  | - | - | - | - | - | - |

### Enseignement
- École élémentaire et primaire Paul-Pasquier.

## Économie
- Exploitations agricoles.

La commune a longtemps eu des carrières, jusqu'à quatre où était exploité de la craie pour la chaux, pour l'empierrement des chemins et celle de Resson pour des pierre de taille. Y était aussi extrait du grès à Courtioux et de la vigne sur tout le territoire.

## Culture locale et patrimoine

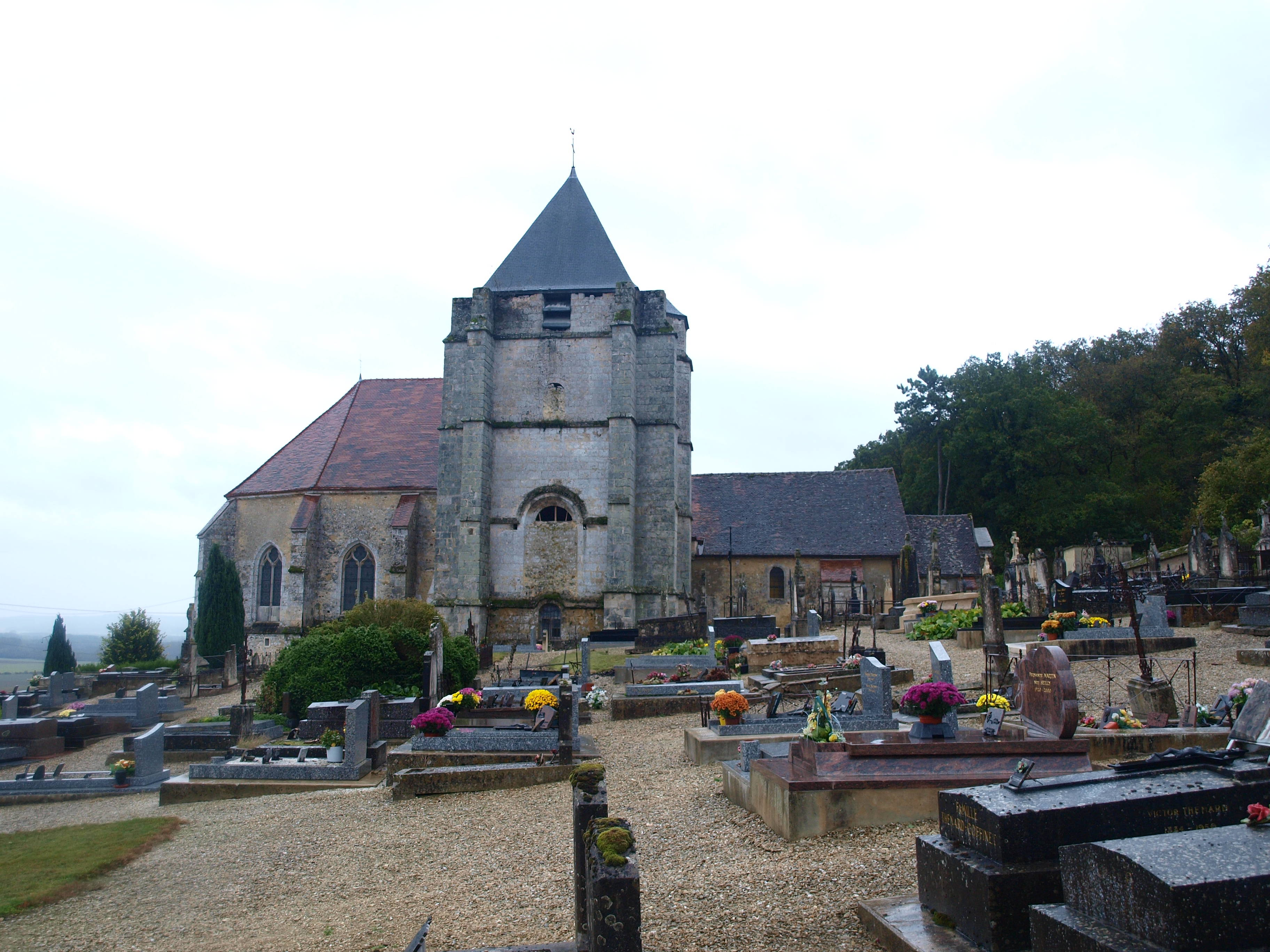
L'église Saint-Ferréol.

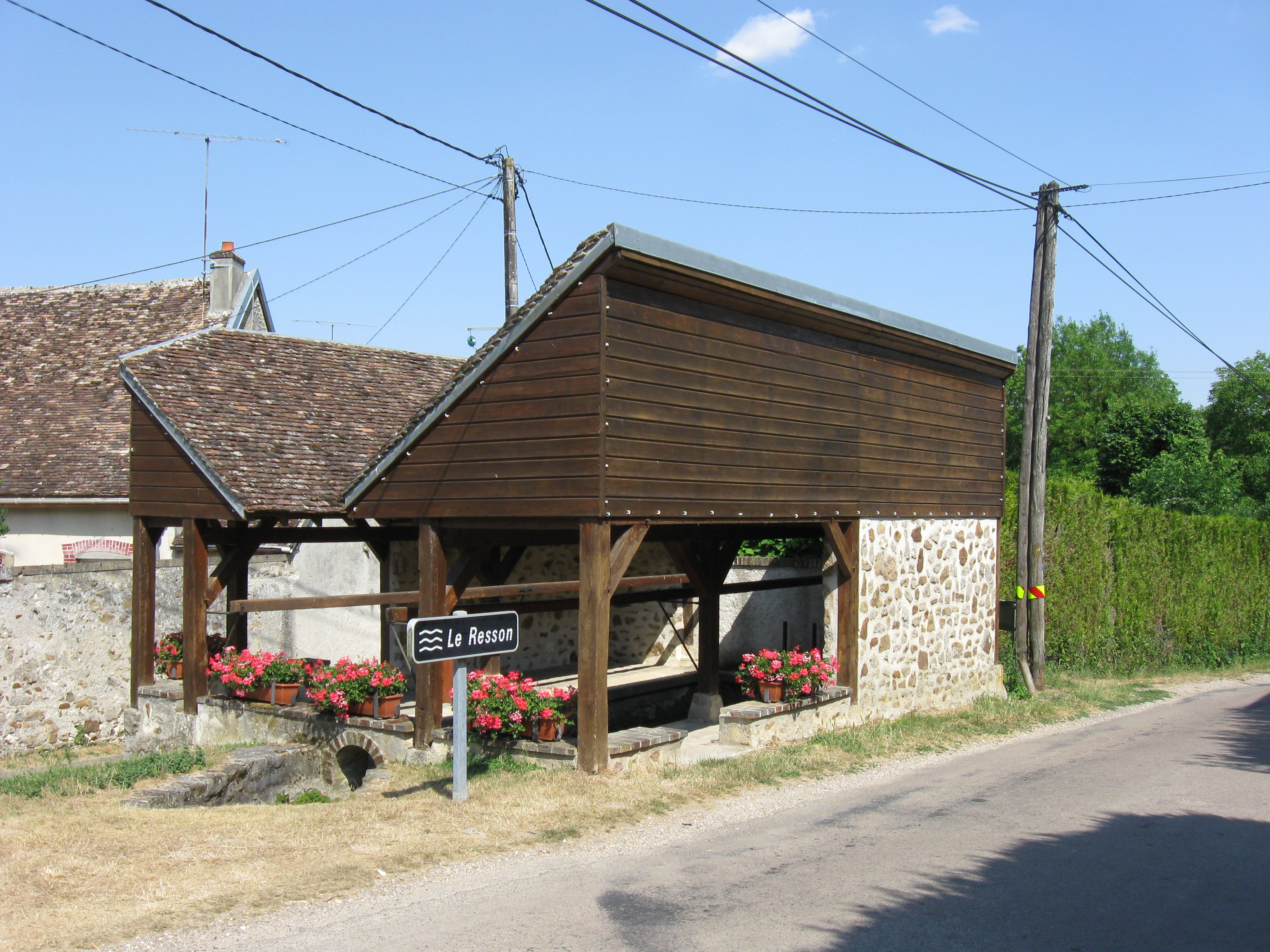
Le lavoir de Resson.

### Lieux et monuments
- L'église Saint-Ferréol, des XIIIe, XVIe et XVIIIe siècles inscrite  au titre des monuments historiques en 1990[28],[29].
- La Pierre Aiguë : menhir inscrit MH en 1993[30].
- Le pigeonnier de Courtioux du XVe siècle inscrit MH en 1990[31].
- La chapelle Sainte-Madeleine à Resson du XIIe siècle et du 2e quart du XIIIe siècle (avec notamment la chœur et le portail de l'ancienne nef) inscrite MH en 1930[32].
- La chapelle Saint-Parres à Liours[33].
- Chapelle Saint-Hubert de La Saulsotte.

### Personnalités liées à la commune
Jean Timothée de Blois de la Calande (1674-1719). Officier de la Marine Royale ; compagnon de Duguay Trouin …